# Колекційні монети України
Колекційні монети України — монети, випущені Національним банком України, які через різні обставини (обмежений тираж, брак, дефекти карбування, пробний статус, дизайн, підробка тощо) мають колекційну цінність.

## Історія карбування української монети
З моменту проголошення незалежності України держава спершу карбувала свої монети в Італії. Штемпелі для карбування було замовлено в Британському королівському монетному дворі. Далі в 1993 році монети почали карбувати на Луганському патронному заводі. У 1998 був заснований Банкнотно-монетний двір Національного банку України куди і перевезли все устаткування з Луганського заводу, тоді й почалося карбування монет.

## Класифікація колекційних монет
Монети України відносяться до наступних категорій:

### Монети англійського карбу
Монети номіналом 10, 25 та 50 копійок, характеристикою яких є втиснутий герб України, а не рельєфний чи випуклий тризуб. Це перші монети України, які увійшли в обіг у перші тижні українських грошей з часу незалежності країни. Найбільш рідкісними є монети номіналом 10 копійок англійського карбу.

### Обігові монети рідкісних років

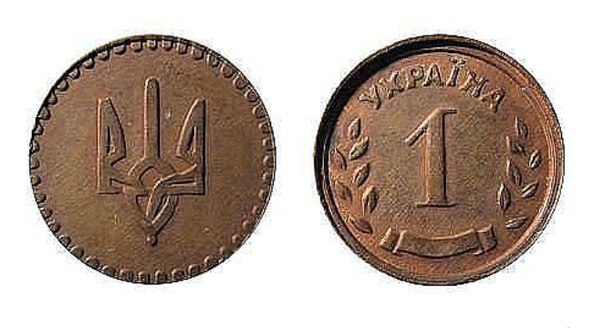
Пробна монета1992 року.

Це монети, зі стандартного матеріалу, карбовані обмеженим тиражем у певний рік. Зокрема це;
1 копійка 1994 і 1996 років;
2 копійки 1992, 1996, 2003 років;
5 копійок 1994, 1996, 2001 років;
10 копійок 2001 року;
25 копійок 1995, 2001, 2003 років;
50 копійок з датами на аверсі 2001, 2003, 2011 роках;
1 гривня 1992, 1995, 1995, 2008 років.

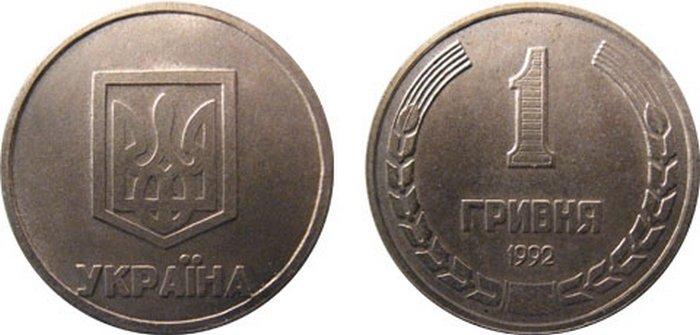
«Порошкова» гривня Кіровського заводу порошкової металургії 1992 рік

Особливості таких монет, є те що вони карбувалися з використанням різних штемпелів аверсу і реверсу та їх комбінування, а також пробні монети. Зокрема монети мають такі особливості:
1 копійка 1992 року (зображення плодів калини на реверсі та/або буква “й” у слові ”копійка” "жирна");
2 копійки 1992 року (карбування "вузького вікна");
1 копійка 1996 року (грубий шрифт);
10 копійок 1992 року (візерунки з відмінною кількістю грон калини);
50 копійок 2001 року (вінок розташований подалі від окантовки).

### Пам'ятні та ювілейні монети

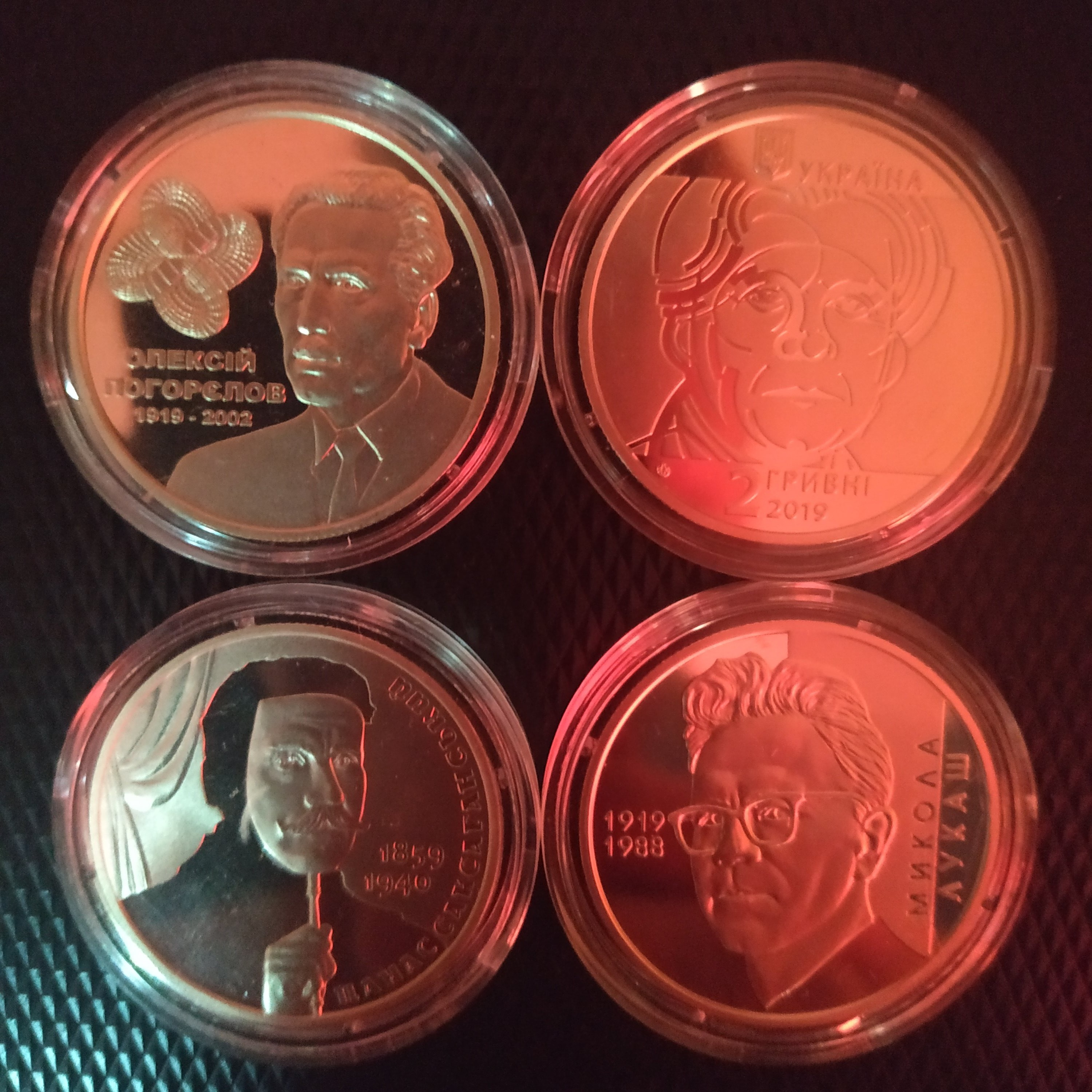
Ювілейні та пам'ятні монети, присвячені відомим особам

Пам'ятні та ювілейні монети розпочали карбуватися в 1995 році. В період з 07 травня 1995 року по 09 серпня 1996 року випущено 21 монету, номіновану в карбованцях (12 монет з мельхіору та 9 монет зі срібла 925 проби). Вони мали номінали 200 000 карбованців (для недорогоцінних монет, карбованих з мельхіора) та 1 000 000 і 2 000 000 карбованців для монет з срібла. Першою пам'ятною монетою з мельхіору була монета "Перемога у Великій Вітчизняній Війні 1941 — 1945 років", а зі срібла — "50 років Організації Об'єднаних Націй". Починаючи з вересня 1996 року такі монети карбуються в гривні з використанням таких дорогоцінних металів як золото і срібло та недорогоцінних матеріалів як мельхіор (до січня 1998 року) і нейзильбер (з 12 березня 1997 року). Також карбуються біметалеві монети. Першими монетами, карбованими в гривні (за металами) були: Софіївка (мельхіор), Монети України (нейзильбер), Десятинна церква (срібло), Тарас Шевченко (золото).
Колекційну цінність таким монетам надає передусім їх невеликий тираж. Найменший тираж з недорогоцінних монет має монета номіналом 2 гривні "Щорічні збори Ради Керуючих ЄБРР у Києві", карбована тиражем всього 10 000 екземплярів, з яких 6 000 - 7 000 екземплярів вивезено за кордон. Станом на 21 серпня 2021 року ринкова ціна такої монети складає 7 100 гривень.
Докладніше: Список ювілейних та пам'ятних монет України з недорогоцінних металів
Докладніше: Список ювілейних та пам'ятних монет України з дорогоцінних металів

### Інвестиційні монети
Інвестиційні монети України — монети, вироблені з дорогоцінних металів з пробами для золота — 999,9, для срібла — 999,9, які призначені для інвестування та накопичення. Такі монети віднесені до категорії банківських металів. Номінальна вартість інвестиційних монет значно нижча від вартості дорогоцінного металу, з якого вони відкарбовані.Такими є  монети «Архістратиг Михаїл» та "До 30-річчя незалежності України". Інвестиційні монети є більш рідкісні за рахунок високої вартості матеріалу з якого вона вироблена.

### Річні набори
Національний банк України щороку виготовляє перезентаційний набір, в якому представлені всі монети, виготовлені за рік, навіть ті, які не були випущені в загальний обіг. Такими є частина монет з набору 2001 року, зокрема монета номіналом 5, 10 копійок.

### Монети з дефектами
Монети, які зазнали дрібних віддмінностей за рахунок пошкодження штемпеля, яке не було своєчасно розпізнане. Такими дефектами може бути і співвідношення вертикальної осі аверса до реверса монети (зміщення), найрідкіснишими з яких є зміщення з 95 до 180 градусів, зокрема монета номіналом в 1 копійку 2000 року, 2 копійки 2001 року.
Монети з двома аверсами, зокрема 10 копійок 1994 року, 50 копійок. Можуть бути монети номіналом 50 копійок без року карбування. Монети з номіналом 50 копійок та 1 гривня 1992 та 1996 року випуску із зображеннями під невеликим кутом. Колекційними можна вважати монети  з гладким гуртом, у разі, якщо стандартний гурт повинен бути рифленим.

### Монети з інших ніж стандартні матеріали
1 копійка 1994 року випуску з незвичайних металів —  сталь, срібло та золото.
2 копійки 1993 року (без використання алюмінію).
2 копійки 1996 року (використання незвичних матеріалів).

## Матеріали, які використовують при карбуванні
Монети можуть набувати колекційної цінності завдяки відмінному від стандартного виду металу, який використовується при карбуванні. Зокрема це обігові монети номіналом одна та дві копійки з бронзи, 10 копійок зі срібла. Ювілейні монети НБУ карбує з дорогоцінних металів (золото, срібло), або їх комбінації, а також використовують нейзильбер або сплав на основі цинку. До 1997 також використовували мельхіор.

## Способи придбання колекційної продукції НБУ
Набування колекціонером монети може відбуватися декількома способами.

### Купівля безпосередньо в НБУ та його банках-партнерах
Національний банк України реалізує ювілейні, пам'ятні та інвестиційні монети за роздрібними цінами на офіційному інтернет-магазині, який запрацював 04 січня 2021 року. НБУ також реалізує через банки-дистриб’ютори (Ощадбанк, Укргазбанк, ТАСкомбанк, Радабанк). Попереднє онлайн замовлення на такі монети також можна замовити на ресурсі НБУ.
Національний банк України також реалізує окремі ювілейні та пам'ятні монети на аукціонах. Зокрема на стартовому аукціоні 17 травня 2021 року (відбувся  на Універсальній товарній біржі "Контрактовий дім УМВБ" в системі електронних торгів з можливістю віддаленого доступу) було продано 23 золоті монети `1 Гривня` на суму 870 000 грн (стартова ціна  — 36 875 грн за 1 монету) загалом на 869 575,00 грн (найнижча ціна — 37 025,00 грн; найвища ціна — 41 025,00 грн).

### Купівля в іншої особи
Купівля монети в іншої особи здійснюється як в спеціалізованих магазинах так і на інтернет-ресурсах за ринковими цінами. За підпискою монети можна було придбати в Київському клубі нумізматів.